# Исаакий Далматский
Исаа́кий Далма́тский — преподобный, раннехристианский монах-отшельник, считается первым игуменом обители Далматской (названной по имени второго игумена Далмата) в предместье Константинополя. Ему посвящён Исаакиевский собор в Санкт-Петербурге.

## Биография

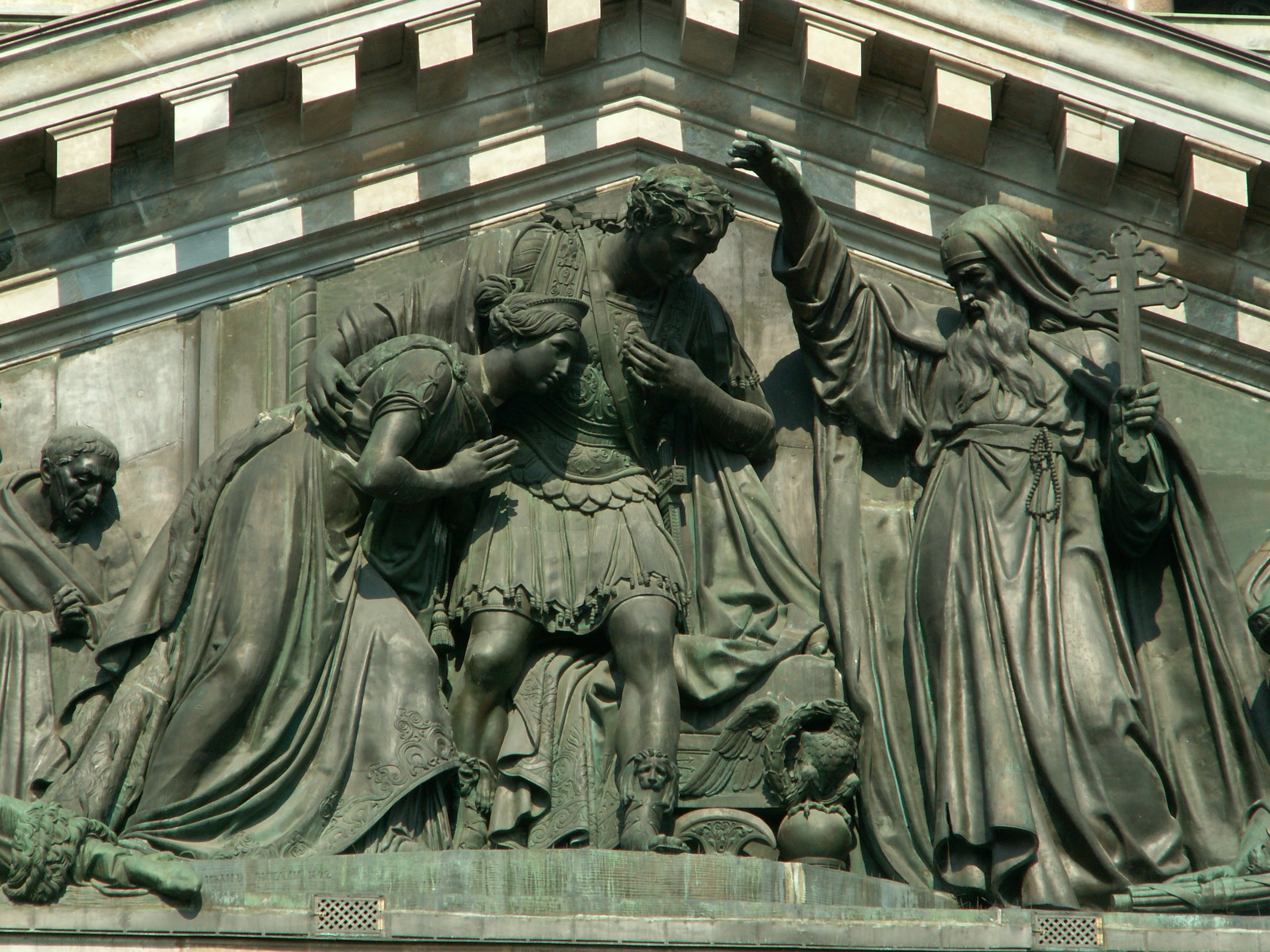
«Встреча Исаакия Далматского с императором Феодосием» (барельеф Исаакиевского собора)

Согласно Феодориту и Созомену, дерзновенно отговаривал римского императора Валента от арианской ереси и предсказал ему гибель.
Скончался, по житию, в 383 году. Мощи его сначала были в Церкви святого Стефана, соседней с монастырём Далматским, затем их перенесли в Храм Всех Святых.
Дни памяти: 22 марта (4 апреля), 30 мая (12 июня), 3 (16) августа.
Благодаря тому, что император Всероссийский Пётр I родился 30 мая (9 июня) 1672 года — в день церковной памяти святого Исаакия Далматского, в основанной новой столице России был построен грандиозный Исаакиевский собор.